# Woolavington
Woolavington è un villaggio con status di parrocchia civile nel Sedgemoor, in Inghilterra.